# Forsyningsskib (offshore)
 For alternative betydninger, se Forsyningsskib. (Se også artikler, som begynder med Forsyningsskib)
Forsyningsskib (Platform Supply Vessel (PSV)), er et fartøj specielt udviklet til at betjene offshore olieplatforme. 
Disse fartøjer har en skibslængde mellem 20 og 100 meter og udfører forskellige opgaver.
Primære funktioner for fartøjerne, er transport af gods og personale til og fra offshore-installationer.
| Skib | Spire Denne artikel om skibe eller både er en spire som bør udbygges. Du er velkommen til at hjælpe Wikipedia ved at udvide den. |